# Archaeocindis
Archaeocindis is een geslacht van kevers uit de familie van de loopkevers (Carabidae). De wetenschappelijke naam van het geslacht is voor het eerst geldig gepubliceerd in 1991 door Kavanaugh and Erwin.

## Soorten
Het geslacht Archaeocindis is monotypisch en omvat slechts de volgende soort:
- Archaeocindis johnbeckeri Bänninger, 1927